# Sveučilište u Grazu
Sveučilište u Grazu (njem. Universität Graz; ranije: Karl-Franzens-Universität Graz) državno je sveučilište u Grazu, Austriji. Najveće je i najstarije sveučilište u Štajerskoj, kao i drugo najveće i drugo najstarije sveučilište u Austriji, nakon Sveučilišta u Beču. Sveučilište je povezano s brojnim dobitnicima Nobelove nagrade i vrlo je cijenjeno.

## Povijest
Sveučilište u Grazu osnovao je 1585. godine austrijski nadvojvoda Karlo II. Štajerski. Iste godine dodijeljeno je pod upravu Družbe Isusove, s ciljem da se svim društvenim slojevima omogući visoko obrazovanje. Zatvorio ga je 1782. godine car Josip II. u pokušaju da stekne kontrolu nad obrazovnim institucijama. Preuredio je sveučilište u licej, gdje su se obučavali državni službenici i medicinsko osoblje. Godine 1827. car Franjo II. ponovno ga je uspostavio kao sveučilište, te je tako dobilo naziv Sveučilište Karla Franje (Karl-Franzens-Universität). Oko 30 000 studenata trenutno je upisano na sveučilište.

## Sastavnice
Sveučilište je podijeljeno u šest različitih fakulteta, dva su najveća Fakultet filozofije i humanističkih znanosti i Fakultet prirodnih znanosti. Ostali fakulteti su Pravni fakultet; Fakultet poslovnih, ekonomskih i društvenih znanosti; Fakultet znanosti o okolišu, regionalnim i odgojnim znanostima i Katoličko-bogoslovni fakultet. Medicinski fakultet je odvojen od sveučilišta 2004. godine i postao je neovisno Medicinsko sveučilište u Grazu. Fakulteti nude širok raspon preddiplomskih (BA, BSc), diplomskih (MA, MSc) i doktorskih (PhD) programa.
Od svog ponovnog uspostavljanja, sveučilište je dom mnogim međunarodno poznatim znanstvenicima i misliocima. Ludwig Boltzmann je bio profesor na sveučilištu, prvi put od 1869. do 1873., a potom od 1876. do 1890., dok je razvijao svoju statističku teoriju topline. Nobelovac Otto Loewi predavao je na sveučilištu od 1909. do 1938., a Victor Franz Hess (Nobelova nagrada 1936.) diplomirao je u Grazu i ondje predavao od 1920. do 1931. i od 1937. do 1938. godine. Fizičar Erwin Schrödinger kratko je bio rektor sveučilišta 1936. godine.

## Dobitnici Nobelove nagrade
- Walther Hermann Nernst, 1920. za kemiju – studirao u Grazu 1886.
- Fritz Pregl, 1923. za kemiju – u Grazu 1913.–1930.
- Julius Wagner-Jauregg, 1927. za medicinu – u Grazu 1889.–1893.
- Erwin Schrödinger, 1933. za fiziku – u Grazu 1936.–1938.
- Otto Loewi, 1936. za medicinu – u Grazu 1909.–1938.
- Victor Franz Hess, 1936. za fiziku – studirao u Grazu 1893.–1906.
- Gerty Cori, 1947. za medicinu – u Grazu do 1922.
- Ivo Andrić, 1961. za književnost – doktorat u Grazu 1924.
- Karl von Frisch, 1973. za medicinu – u Grazu 1946.–1950.
- Peter Handke, 2019. za književnost – studirao u Grazu 1961.–1965.

## Vanjske poveznice
- Službena stranica (njem.)(engl.)